# Anders Lundström (tandläkare)
Anders Lundström, född 22 mars 1916 i Solna, död 28 september 2009 i Danderyds församling i Stockholms län, var en svensk tandläkare; son till Axel Lundström.
Lundström tog tandläkarexamen 1937, disputerade 1948 "såsom för medicine doktorsgrad" (uttrycket användes om disputerande tandläkare innan odontologie doktorsgraden var införd) vid Uppsala universitet. 1949 blev han odontologie doktor, sedan denna doktorsgrad införts. Han var extra lärare vid Tandläkareinstitutet 1938-1943, tillförordnad laborator i ortodonti 1944-1948 och professor i odontologisk ortopedi (senare namnbytt till ortodonti) vid Tandläkarhögskolan i Stockholm från 1949 (tillförordnad från 1948) till sin pensionering 1981. Han var rektor för Tandläkarhögskolan 1962-1964, innan denna gick upp i Karolinska Institutet som dess odonotologiska fakultet, som Lundström därefter var dekanus för 1964-1977.
Lundström var redaktör för Nordisk lärobok i odontologisk ortopedi som utkom med en första upplagas 1958. Från 3:e upplagan (1971) var titeln Nordisk lärobok i ortodonti. Olika upplagor av boken översattes även till engelska och spanska.
Lundström promoverades till hedersdoktor i Dublin 1960 och vid Durham University 1963.